# サンゴーカメラ
サンゴーカメラは、東京都豊島区東池袋1-21-1にかつて存在したカメラを中心とした家電量販店。1981年に永豊企業株式会社のカメラ事業部門として設立された。35（SUNGO）カメラとも表記される（読みは同じ）。
池袋駅東口のサンシャイン60通りに店舗を構える。1980年代当時、同じく東池袋に店舗を持つビックカメラやさくらやと競争を繰り広げ、価格面ではライバル店に負けない程の評判があった。1980年代末には、隣接する系列店と併せた複合ビルにすべく、店舗建物の改築工事に着手した。
1991年、テックサンゴー（TECH35）としてリニューアルオープン。「女性客に心地よい空間」をテーマとし、火野正平をイメージキャラクターに起用。改築前の倍に増えた売り場面積を利用し、声掛けや呼び込みも廃してゆったりと買い物ができるような売り場とした。しかし、開店直後に長期休業という予期せぬ事態が発生。それによる客の流れの変化に加え、価格競争を離脱した事から客離れが著しく、ほどなく閉店・廃業した。

## テックサンゴービル
池袋の店舗跡には1993年にセガ・エンタープライゼス（現・セガ）が大型アミューズメントセンター「池袋GIGO」を出店し、約19年の間セガが直営。2012年にはセガのアミューズメント施設運営事業を子会社「セガ エンタテインメント」に分離したことなど複数の要因により2013年『セガ池袋GIGO』に改称。2020年には「セガ エンタテインメント」が株式会社GENDAに譲渡され（その後、社名をGENDA SEGA Entertainment→GENDA GiGO Entertainmentに改称）セガ関連の会社が運営する体制は終わったが、「セガ池袋GIGO」という名称はそのままであった。
2015年、ヒューリックが当店ビルを取得。2020年にはイリュウインベストメントがヒューリックから当店ビルを取得している。
2021年、GENDA SEGA Entertainmentはセガ池袋GIGOが入るビル施設との賃貸借契約満了およびビルのリニューアルが行われることを理由とし、同年9月20日をもって「セガ池袋GIGO」を閉店。その後、ビルのリニューアル工事が行われ、建物名を「ラグーン池袋ビル」に改称。「ラグーン池袋ビル」はトレーニングジム「UNDEUX」、100均ショップ「ダイソー」などが入居する商業ビルとなり、GENDA SEGA Entertainmentから社名変更したGENDA GiGO Entertainmentは当ビルの地下1階～地下2階に「GiGO 池袋2号館」として再出店した。2022年4月28日より順次テナントが開店する予定。

## イメージキャラクター
- 所ジョージ - サンゴーカメラ

1981年の開店当初からCMに起用。弁慶に扮した所のうしろでセットの桜の木が折れ、橋が壊れるという演出で、CMソングには『山男の歌』（後に『おお牧場はみどり』に変更）の替え唄が使われた。このCMは所ジョージがテレビ探偵団にゲスト出演（1989年1月29日放送分）した際に紹介された。またその時に、橋が壊れたり桜が折れたりする演出は、同業のさくらややヨドバシカメラを意識して演出したが誰も気づかなかったと述懐している。
- 火野正平 - テックサンゴー
イメージソング「ゴメンネ」の歌い出しは長期休業に対するメッセージが込められている。